# Basseneville
Basseneville – miejscowość i gmina we Francji, w regionie Normandia, w departamencie Calvados.
Według danych na rok 1990 gminę zamieszkiwały 234 osoby, a gęstość zaludnienia wynosiła 22 osoby/km² (wśród 1815 gmin Dolnej Normandii Basseneville plasuje się na 655. miejscu pod względem liczby ludności, natomiast pod względem powierzchni na miejscu 467.).